# 上田市立東塩田小学校
上田市立東塩田小学校（うえだしりつひがししおだしょうがっこう）は長野県上田市古安曽にある小学校。旧・上田市地区の小県郡塩田町の東部一帯を学区としている。

## 概要

### 歴史
上田市立東塩田小学校は小県郡東塩田村時代の1949年に隣接していた小県郡富士山村を編入合併した際富士山小学校を統合して発足したのが起源である（所在地は旧東塩田小中学校校舎、旧富士山小中学校校舎は両小に併設していた東塩田・富士山両中学校が統合して東塩田中学校となった際単独の校舎に当てられたが1958年統合により小県郡塩田町立塩田中学校（現：上田市立塩田中学校）が開校したのに伴い廃校された。）が、ルーツは学制頒布の翌年、1873年に遡る。
この年のちの小県郡富士山村となる奈良尾・町屋2村とのちの同郡東塩田村となる平井寺・鈴子・石神・柳沢4村と下之郷のうち下之郷を除く4村を学区とする「習成学校」が開校。翌年上田市立中塩田小学校の前身「盈進学校」から下之郷から分離し「載明学校」が開校。1878年には4年前発足の富士山村が分離し「富士山学校」を開校させる。1884年には「習成学校」と「載明学校」が合併し「塩田学校」と改称。1886年に両校は合併し「古安曽学校」を開校させる。現在の学区はこの時期に完成しているが1889年に小県郡東塩田村が市町村制により発足した際富士山村は加わらずそのまま発足。そのまま村立東塩田尋常小学校とならず解体。村立東塩田尋常小学校・村立富士山尋常小学校となり1947年の学制改革に至ったのである。
※1889年から1947年までの校名変遷は以下の通り。
1. 村立東塩田尋常小学校→村立東塩田尋常高等小学校（1895年、高等科分値による改称）→村立東塩田国民学校（1941年、「国民学校令」発布による改称）→村立東塩田小学校併設東塩田中学校（1947年、学制改革による改称と併設開校）
2. 村立富士山尋常小学校（年次・理由は上記と同じ）→村立富士山尋常高等小学校→村立富士山国民学校→村立富士山小学校併設富士山中学校

1949年小県郡東塩田・富士山2村の小中学校は合併に先立ち2村組合立として統合。合併すると村立東塩田小学校となり校舎交換によりいち早く小学校単独に復帰。1956年塩田4村の合併により小県郡塩田町が発足すると小県郡塩田町立東塩田小学校と改称。1970年に小県郡塩田町が上田市に合併されると上田市立東塩田小学校と改称し現在に至っている。

### マツタケ給食
2005年より開始。上田市はアカマツが多くマツタケの産地として全国的に知られており、シーズンになると「マツタケ給食」が実施され長野県内のテレビニュースで取り上げられている。

## 年表
出典：
- 1873年（明治6年）12月 - 「習成学校」として開校。小県郡奈良尾・町屋・平井寺・鈴子・石神・柳沢5村を学区とした。
- 1874年（明治7年） - 「盈進学校」の学区だった小県郡下之郷が独立し、載明学校が開校される。
- 1879年（明治12年）1月 - 4年前奈良尾・町屋2村の合併により発足した富士山村が分離。佐加神社境内に富士山学校が開校。
- 1884年（明治17年）5月 - 習成学校・載明学校を合併し、塩田学校と改称。
- 1886年（明治19年） - 塩田学校・富士山学校の合併により「古安曽学校」発足。
- 1889年（明治22年）6月 - 市町村制実施により小県郡東塩田村が発足するが同郡富士山村は加わらずにそのまま発足。古安曽学校は解体し村立東塩田・富士山両尋常小学校が発足。
- 1895年（明治28年） - 小県郡立高等小学校の廃止による高等科分値により村立東塩田・富士山両尋常高等小学校と改称。
- 1941年（昭和16年） - 国民学校令の発布により村立東塩田・富士山国民学校と改称。
- 1947年（昭和22年） - 学制改革の第1弾6・3制実施により村立東塩田・富士山両小学校と改称。同時に併設で東塩田・富士山両中学校開校。
- 1949年（昭和24年） - 小県郡東塩田村、同郡富士山村を編入合併。これに先立ち東塩田・富士山両小中学校が統合され2村組合立東塩田小学校・東塩田中学校が発足。校舎交換により小学校単独が実現。合併後村立に戻る。

（※東塩田中学校は旧富士山小中学校校舎を使用。合併後村立に戻り小県郡塩田町が発足した1956年に小県郡塩田町立東塩田中学校と改称するが1958年に統合により閉校。）
- 1954年（昭和29年）4月 - 学校給食が開始される。（週5日）
- 1956年（昭和31年）5月 - 小県郡東塩田・中塩田・西塩田・別所4村の合体町制施行による小県郡塩田町発足により小県郡塩田町立東塩田小学校と改称。
- 1958年（昭和33年）9月 - 校歌制定。（作詞：峯村国一、作曲：神戸時司）
- 1960年（昭和35年）9月 - プールが完成する。
- 1970年（昭和45年） - 小県郡塩田町が上田市に合併。上田市立東塩田小学校と改称。
- 1989年（平成元年）10月 - 100周年記念式典が挙行される。
- 1993年（平成5年）6月 - 新しいプールが完成する。
- 2005年（平成17年）10月 - マツタケ給食の開始。

## 通学区域
- 古安曽（平井寺、鈴子、石神、柳沢）、下之郷（桜）、富士山（奈良尾、中組、下組）[3]

## 進学先中学校
- 上田市立塩田中学校[3]